# Haus Backwerth
Haus Backwerth war ein mittelalterliches Herrenhaus westlich der Altstadt von Hattingen.
Es befand sich auf einer Landinsel (althochdeutsch Werder genannt) in den Ruhrauen bei Baak und sicherte die Baaker Furth, einem wichtigen Ruhrübergang des Hilinciwegs, bis die Grafen von der Mark im Jahre 1319 eine Ruhrbrücke errichten ließen. Die Schiffbarmachung der Ruhr durch König Friedrich II. bis 1780 veränderte die Auenlandschaft. Heute ist das Areal durch den Bahnhof Hattingen und ein Gewerbegebiet überbaut.
Die Herren von Vietinghoff könnten die ersten Bewohner im 12. oder 13. Jahrhundert  gewesen sein. Im Vertrag von Essen aus dem Jahr 1243 wurde notiert, dass Friedrich von Isenberg an Theodoricus von Vitinchoven Lehen vergeben habe. Im 14. Jahrhundert war der Graf von Bentheim der Lehnsherr.
Die Herren von Vietinghoff, insbesondere ein Henrich Vitinck, sind für den Zeitraum 1368 bis 1414 aufgrund der Chronik des Hattinger Pfarrers Hermann Mercker (1583–1630) nachgewiesen:
„Notata digna. Henrich Vitinck in dem Backwerth vixit anno 1368/1414. Vitincks wapen: im weißen feldt twe transociß schwartzbalcke, darauf sind 3 geele schellen, eben die Scheelen haben. Es ist einer von Vitinchoven genant Schele gewesen. Henrich Vitinck im Backwerdt hat verkauft den hoff Bredenscheidt. Dem hat auch gehort das Backfurdt, welches von ime die von Galen bekomen. Von den von Galen her ist das Backfurdt theils ans hauß Cliff, theils an die von Engenhusen kommen.“
Ihnen gehörte also auch der Hof zu Bredenscheid. Es folgte die Familie von Galen. Um 1504 gelangte der Besitz teils an die Herren von Haus Kliff, teils an das Ratsherren- und Richtergeschlecht von Engenhusen in Hattingen. Das Haus verlor seine Bedeutung und verfiel.